# جنگ سوریه با فرانسه
جنگ سوریه و فرانسه (انگلیسی: Franco-Syrian War) جنگی است که سال ۱۹۲۰ بین خاندان هاشمی حاکم بر پادشاهی عربی سوریه و فرانسه درگرفت. پس از سلسله نبردهای خونین که اوج آن نبرد میسلون بود، فرانسه نیروهای نظامی مردمی و مقاومت عربی تابع پادشاه فیصل یکم را شکست داد و در تاریخ ۲۴ ژوئیه ۱۹۲۰ وارد دمشق شد. علاءالدین دروبی پاشا از طرف دولت سوریه در روز بعدش اعلام کرد که سوریه تحت سلطهٔ فرانسه قرار دارد. دروبی پاشا یک ماه بعد در حوران ترور می‌شود.
پس از این جنگ، فیصل یکم پادشاه سوریه که از فرانسه شکست خورده بود بعد از انقلاب ۱۹۲۰ عراق، بریتانیا وی را به پادشاهی عراق می‌گمارد. سوریه نیز به چند دولت زیر نظر قیمومت فرانسه تقسیم می‌شود.